# Mustafa Badr ad-Din
Mustafa Amin Badr ad-Din lub Moustafa Badreddine (ps. „Mustafa Youssef Badreddine”, „Elias Fouad Saab”, „Sami Issa,” ur. 6 kwietnia 1961 w Bejrucie, zm. 12 maja 2016 w Damaszku) – jeden z czołowych członków władz Hezbollahu.

## Sylwetka
Mustafa Badr ad-Din urodził się 6 kwietnia 1961 roku w Al-Ghobeiry (Bejrut). W młodości był członkiem elitarnej jednostki palestyńskiego Fatahu, Force 17. W latach 80. związał się z proirańskimi organizacjami libańskich szyitów. W 2008 zastąpił swojego szwagra, Imada Mughnijję na stanowisku szefa operacji zbrojnych Hezbollahu.

## Działalność terrorystyczna
Mustafa Badr ad-Din w związku ze swoją działalnością terrorystyczną przebywał w kuwejckim więzieniu, skąd uciekł w 1990 i z pomocą irańskiego wywiadu powrócił do Libanu. Jest ponadto podejrzewany o udział w ataku na koszary Korpusu Amerykańskiej Piechoty Morskiej w Bejrucie w 1983 roku. Zginęło wówczas 240 żołnierzy marines. W lipcu 2011 Trybunał Specjalny dla Libanu wydał nakaz aresztowania go wraz z Salimem Ajjaszem, Hassanem Aneissim i Assadem Sabrą, w związku z oskarżeniem o zorganizowanie zamachu na byłego premiera Libanu, Rafika al-Haririego.
Dowodził bojówkami Hezbollahu podczas bitwy o Al-Kusajr w maju 2013 roku.